# 新潟県道122号黒井停車場線
新潟県道122号黒井停車場線（にいがたけんどう122ごう くろいていしゃじょうせん）は、新潟県上越市内を通る一般県道である。

## 概要

### 路線データ
- 起点：黒井停車場（新潟県上越市頸城区西福島字古城）
- 終点：新潟県上越市大字黒井（新潟県道468号大潟上越線交点）

## 地理

### 通過する自治体
- 新潟県上越市

### 接続する道路
- 新潟県道259号小猿屋黒井停車場線（起点：上越市頸城区西福島字古城、黒井駅前）
- 新潟県道468号大潟上越線（終点：上越市大字黒井）

### 周辺
- JR信越本線 黒井駅
- 黒井郵便局
- 信越化学工業 直江津工場
- 新日鐵住金直江津製造所
- 大平洋特殊鋳造（大平洋金属グループ）
- 保倉川
- 直江津港（重要港湾・特定港）

## その他
- ゼンリンデータコム提供の電子地図では、当県道の起点[注 1] の位置が誤って記載されている（2011年（平成23年）11月27日現在）。